# Gråhuvad grönbulbyl
Gråhuvad grönbulbyl (Phyllastrephus poliocephalus) är en fågel i familjen bulbyler inom ordningen tättingar.

## Utbredning och systematik
Fågeln förekommer i bergsregnskogar i sydöstra Nigeria och sydvästra Kamerun. Den behandlas som monotypisk, det vill säga att den inte delas in i några underarter.

## Status
Trots det begränsade utbredningsområdet och att den tros minska i antal anses beståndet vara livskraftigt av internationella naturvårdsunionen IUCN.